# Ålekvabbe
Ålekvabbe, Zoarces viviparus, er en fisk med en langstrakt krop og forholdsvis stort hoved. Fisken er meget smidig og en forholdsvis god svømmer. Den ligner trods navnet ikke en Ål. Skarven er en af hovedfjenderne.
Ålekvabben er en fiskeart i gruppen ålekvabber. Den bliver op til 30 cm lang og lever i havet ned til 40 meters dybde. Føden består af krebsdyr, muslinger, snegle og larver. Ålekvabben har indre befrugtning og føder indtil 400 levende unger i december-februar. Disse klækkes som 14 mm lange larver, men fortsætter udviklingen inden i æggestokkene i 4 måneder før de fødes. De er da mellem 3,5 – 5,5 cm lange og fuldt udviklede.